# Namnstämpeln

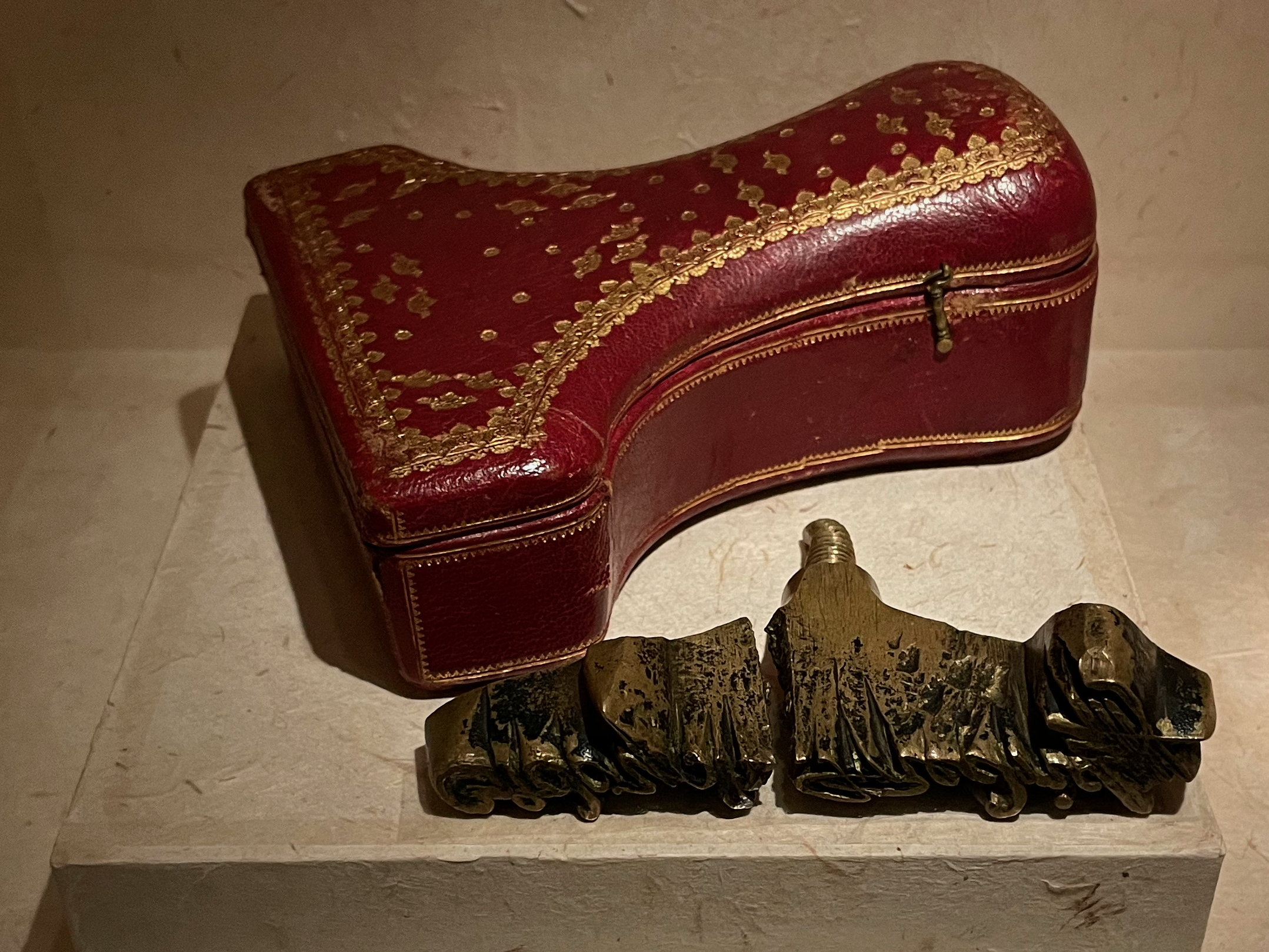
Adolf Fredriks namnstämpel med tillhörande etui.

Namnstämpel är en stämpel som används för att märka dokument och liknande med en viss persons namnteckning som ett alternativ till en namnunderskrift. Under en tid på 1700-talet användes namnstämpel med den svenska kungens namnteckning för att underteckna beslut.
Det var Fredrik I som införde namnstämpeln 1741. Till en början användes den bara till att stämpla kungliga cirkulärbrev. Kungen undertecknade ett av dem medan de övriga stämplades. Anledningen var att han ville slippa besväret att själv underteckna alla. Vid 1746–1747 års riksdag medgav sekreta utskottet på kungens egen begäran att alla mindre viktiga regeringsärenden skulle kunna stämplas. Efter att kungen 1748 drabbats av slaganfall utökades detta till att omfatta även viktiga ärenden.
Bruket fortsatte under Adolf Fredriks regering, men där skedde det ibland mot kungens egen vilja. Det hände nämligen att kungen vägrade underteckna regeringsbeslut som han motsatte sig. I en skrivelse från den 26 maj 1756 gav ständerna rådet rätt att använda namnstämpeln för att underteckna dessa beslut. Under Adolf Fredriks tronavsägelse 1768 försökte rådet använda stämpeln för att regera utan kungen, men då vägrade ämbetsverken att följa besluten. Vid riksdagen följande år förbjöd sekreta utskottet sådan användning av stämpeln. Genom 1772 års revolution försvann stämpeln helt och hållet. Efterhand började man istället använda det kungliga sigillet för att på samma sätt markera kungens godkännande av regeringsbeslut. Det var Gustav III som 1783 införde detta. Sigillet skulle förses med överskriften: "Under vårt sekret". I 1809 års regeringsform tilläts Högsta domstolen att använda sigillet för beslut som utfärdades i kungens namn. Senare utsträcktes det till att även omfatta den 1909 inrättade Regeringsrättens beslut.